# Вальтер Зюсс
Вальтер Зюсс (нім. Walter Süß; 24 грудня 1916, Лінденау — березень 1945, Курляндія) — німецький військовослужбовець, обер-фельдфебель вермахту. кавалер Лицарського хреста Залізного хреста з дубовим листям.

## Біографія
В 1937 році поступив на службу в 48-й піхотний полк 12-ї піхотної дивізії. Учасник Польської і Французької кампаній, з червня 1941 року — боїв на радянсько-німецькому фронті. З осені 1943 року — командир взводу штабної роти 273-го піхотного полку 93-ї піхотної дивізії. З серпня 1944 року бився в Курляндії. Зник безвісти.

## Звання
- Солдат (1937)
- Єфрейтор (1938)
- Обер-єфрейтор (1939)
- Унтер-офіцер (1941)
- Фельдфебель резерву (1941)
- Обер-фельдфебель резерву (1943)

## Нагороди
- Штурмовий піхотний знак в сріблі
- Медаль «За зимову кампанію на Сході 1941/42»
- Дем'янський щит
- Нагрудний знак «За поранення» в сріблі
- Нагрудний знак ближнього бою в бронзі
- Залізний хрест
  - 2-го класу (7 січня 1943)
  - 1-го класу (23 грудня 1943)
- Лицарський хрест Залізного хреста з дубовим листям
  - Лицарський хрест (9 червня 1944) — як фельдфебель і командир взводу штабної роти 273-го гренадерського полку.
  - Дубове листя (№ 717; 21 січня 1945) — як фельдфебель і командир взводу штабної роти 273-го гренадерського полку.